# Romanäs naturreservat
Romanäs är ett naturreservat och en gård i Säby socken i Tranås kommun i Jönköpings län i Småland.
Området är 62 hektar stort och är skyddat sedan 2011. Det är beläget på ett näs vid sjön Sommens nordvästra strand och består av åkermark, betesmark, strandskog, lövhagar, skogsmark och öar i sjön Sommen.
Naturreservatets södra delar består av åkrar, öppna betesmarker och lövklädda hagmarker. Nordvästra delen av området är barrskogsbeklädd. Till reservatet hör också två öar.
Ända tillbaka till 1500-talet kan bebyggelse spåras på Romanäs. Mest känt är emellertid sanatoriet som byggdes i början av 1900-talet. I närheten ligger Romanäs gård, som är skyddad för sitt kulturhistoriska värde.